# Lepyronia sordida
Lepyronia sordida är en insektsart som beskrevs av Carl Stål 1864. Lepyronia sordida ingår i släktet Lepyronia och familjen spottstritar. Inga underarter finns listade i Catalogue of Life.